# Ugerløse (Kalundborg Kommune)
 Denne artikel omhandler byen Ugerløse (Kalundborg Kommune). Der er også andre byer med dette navn, se Ugerløse.
Ugerløse er en landsby på Nordvestsjælland med 255 indbyggere  (2024). Byen nåede pr. 1. januar 2010 for første gang over 200 indbyggere. Ugerløse er beliggende i Rørby Sogn to kilometer syd for Rørby, seks kilometer øst Ubby og otte kilometer syd for Kalundborg. Byen tilhører Kalundborg Kommune og er beliggende Region Sjælland.